# Liou Wang
Liou Wang (čínsky pchin-jinem Liú Wàng, znaky zjednodušené 刘旺, tradiční 劉旺,; * 25. březen 1969 Pching-jao, Šan-si, ČLR) je od roku 1998 čínský kosmonaut. Roku 2012 vzlétl na oběžnou dráhu Země při misi Šen-čou 9.

## Život
Liou Wang pochází z okresu Pching-jao v provincii Šan-si. Je chanské národnosti. Od roku 1988 sloužil ve vojenském letectvu jako stíhací pilot.
Od října 1995 procházel výběrem mezi čínské kosmonauty. Po úspěšném absolvování všech testů byl v lednu 1998 zařazen do oddílu kosmonautů Číny.
V březnu 2012 byl jmenován členem jedné ze dvou posádek určených k letu Šen-čou 9, jejímž dalšími členy byl velitel Ťing Chaj-pcheng a kosmonautka Liou Jang. Dne 15. června byla jeho posádka oficiálně označena za hlavní.
Do vesmíru odstartoval 16. června 2012 v 10:37:25 UT; 18. června se Šen-čou 9 spojila s čínskou kosmickou stanicí Tchien-kung 1.